# Charlotte Court House
Charlotte Court House es una localidad del Condado de Charlotte, Virginia, Estados Unidos. Según el censo de 2000 tenía una población de 404 habitantes y una densidad de población de 39.4 hab/km².

## Demografía
Según el censo de 2000, había 404 personas, 148 hogares y 104 familias residiendo en la localidad. La densidad de población era de 39,4 hab./km². Había 177 viviendas con una densidad media de 17,3 viviendas/km². El 55,20% de los habitantes eran blancos, el 43,81% afroamericanos, el 0,74% de otras razas y el 0,25% pertenecía a dos o más razas. El 0,99% de la población eran hispanos o latinos de cualquier raza.
Según el censo, de los 148 hogares en el 23,0% había menores de 18 años, el 54,1% pertenecía a parejas casadas, el 13,5% tenía a una mujer como cabeza de familia y el 29,1% no eran familias. El 26,4% de los hogares estaba compuesto por un único individuo y el 18,9% pertenecía a alguien mayor de 65 años viviendo solo. El tamaño promedio de los hogares era de 2,39 personas y el de las familias de 2,90.
La población estaba distribuida en un 18,1% de habitantes menores de 18 años, un 10,4% entre 18 y 24 años, un 27,0% de 25 a 44, un 24,8% de 45 a 64 y un 19,8% de 65 años o mayores. La media de edad era 41 años. Por cada 100 mujeres había 108,2 hombres. Por cada 100 mujeres de 18 años o más, había 106,9 hombres.
Los ingresos medios por hogar en la localidad eran de 33.000 dólares ($) y los ingresos medios por familia eran 42.500 $. Los hombres tenían unos ingresos medios de 26.500 $ frente a los 20.313 $ para las mujeres. La renta per cápita para la ciudad era de 26.657 $. El 13,8% de la población y el 7,8% de las familias estaban por debajo del umbral de pobreza. El 29,1% de los menores de 18 años y el 3,6% de los habitantes de 65 años o más vivían por debajo del umbral de pobreza.

## Geografía
Según la Oficina del Censo de los Estados Unidos, la localidad tiene un área total de 10,3 km², todos ellos correspondientes a tierra firme.